# Aïn Boudinar
Aïn Boudinar (em árabe: عين بودينار) é uma cidade e comuna localizada na província de Mostaganem, Argélia. De acordo com o censo de 2008, a população total da cidade era de 6 060 habitantes.